# キャノロール
キャノロール(Canolol)は、粗菜種油（キャノーラ油）に含まれるフェノール化合物である。セイヨウアブラナの種子を焙煎する過程で、シナピン酸の脱炭酸により生成される。